# (278) Paulina
Pour les articles homonymes, voir Paulina.
(278) Paulina est un astéroïde de la ceinture principale découvert par Johann Palisa le 16 mai 1888 à Vienne.